# Alain Weisz
Pour les articles homonymes, voir Weisz.
Alain Weisz, né le 29 mai 1953 à Marseille, est un ancien joueur français de basket-ball reconverti en entraîneur. Il occupe pendant trois années le poste de sélectionneur de l'équipe de France. Sa carrière avec celle-ci se termine par une quatrième place au championnat d'Europe 2003.

## Biographie
Ancien joueur de nationale 2 ou 3, il travaille de nombreuses années à Sceaux notamment avec la section Sport-études du Lycée Marie-Curie avec laquelle il remporte de nombreux titres de champion de France, avant de passer entraîneur professionnel. Il effectue des passages à Chatou, devenant champion de France de Nationale 2 puis au club de ASA Sceaux avec un titre de champion de France de Pro B en 1993. Ce titre est synonyme de montée en Pro A. Durant cette saison, Alain Weisz confie les clés de l'équipe, malgré son jeune âge, au meneur français Moustapha Sonko.
En Pro A, Sceaux est obligé de se délocaliser à Évry. L'équipe, malgré un budget faible, accueille trois stars avec Graylin Warner, Brad Sellers, ex joueur de National Basketball Association (NBA) chez les Bulls de Chicago et l'international Hervé Dubuisson qui réalise une de ses plus belles saisons. Sceaux est éliminé en Playoffs au terme du match décisif face à l'ASVEL de Gregor Beugnot.
Pourtant le club ne survit pas et doit déposer le bilan et doit repartir en N3. Après avoir commencé la saison avec l'ASAS, il rejoint Montpellier Basket alors dernier du championnat pour une opération sauvetage. Le succès est immédiat, emmené par la star Ron Anderson, Montpellier décroche un ticket inespéré pour les playoffs. Les hommes d'Alain Weisz éliminent Dijon au premier tour en gagnant le match décisif à Dijon. Le tour suivant, Montpellier est opposé à Cholet emmené par la nouvelle star du basket français, Antoine Rigaudeau. Après avoir gagné le premier match à la Paillade, Montpellier s'incline lors de la belle à la Meilleraie au terme d'un match accroché.
L'année suivante, Montpellier terminera 9e, une saison difficile avec la grave blessure du joueur majeur Winston Crite. Cette année aura tout de même vu Todd Mitchell ou encore les débuts de Makan Dioumassi.
Après ces deux saisons à Montpellier, Il rejoint Le Mans (MSB), club historique du basket-ball français et qui végète au fond du classement. L'objectif est clair, redonner du plaisir au public manceau. Alain Weisz n'attend pas. Il construit une équipe avec cinq joueurs majeurs dont Ron Anderson, Josh Grant, Dwayne Scholten, Laurent Bernard et Troy Truvillon. Bien suppléée par le jeune Erwan Bouvier, Terry Tarpey et Sylvain Lesage, cette équipe est la surprise de la saison. Du beau jeu des résultats. Malheureusement, le manque de rotation finira par payer et le MSB, 4e de la saison régulière se fait éliminer par le PSG Racing mené par Laurent Sciarra, club qui obtient le titre de champion de France.
En 1997, il cumule en devenant adjoint de Jean-Pierre de Vincenzi, l'entraîneur de l’Équipe de France et prend en main l'équipe de France Espoir. Il qualifie l'équipe pour le championnat d'Europe à Trapani (Sicile) avec laquelle il décroche la 5e place. Après les jeux Olympiques d'été 2000 de Sydney, il prend en charge l'équipe de France.
Après un premier championnat d'Europe 2001 disputé en Turquie et terminé à la 6eplace, ce qui ne qualifie pas la France pour les mondiaux suivants, il tente de renouer les liens avec les joueurs de la NBA, Tariq Abdul-Wahad et Jérôme Moïso. L'équipe qui se présente au championnat d'Europe 2003 semble tailler pour le titre: un champion NBA en titre, Tony Parker, deux autres joueurs de NBA, Abdul-Wahad et Moïso, un futur joueur NBA avec Boris Diaw. À cela s'ajoute des joueurs rompus aux compétitions européennes tels que Laurent Foirest, Cyril Julian. Après un premier tour et une qualification en quart contre les Russes de Andreï Kirilenko, la France échoue en demi contre la Lituanie, puis se désagrège totalement lors du match de classement s'inclinant contre l'Italie.
Il quitte alors l'équipe de France et rejoint la SIG Strasbourg pour une saison.
En 2005, il rejoint les filles d’Aix-en-Provence avec lesquelles il décroche une place en finale de la coupe d'Europe face au Spartak Moscou. Il entraîne Aix jusqu'au printemps 2007, date de son arrivée sur le banc du Hyères-Toulon VB où il est l'entraîneur de la formation varoise.
Dès sa première saison, Alain Weisz construit une équipe surprenante en enrôlant l'ingérable mais tout aussi génial meneur américain Sean Colson, l'ailier Croate Hrvoye Perincic, l'international français Vincent Masingue et l'espoir Français Alexis Ajinca. Avec Austin Nichols et Tony Williams, le HTV crée la surprise en se qualifiant pour la semaine des As. Une Semaine des as cruelle, après avoir sorti Nancy au terme d'un match exceptionnel, le HTV va s'incliner dans les dernières secondes face à la JA Vichy en 1/2 finale dans un match maîtrisé jusqu'à la sortie sur blessure de Sean Colson. Rupture du tendon d'Achille et coup du sort pour les hommes d'Alain Weisz qui ne s'en remettront pas. 
Malgré cette déception, le HTV va rebondir et continuer sa folle saison. L'arrivée du pigiste médical Daniel Horton va donner un second souffle à l'équipe et un nouvel élan. Le HTV finira 6e et s'inclinera au 1er tour des playoffs face à l'ASVEL. Cette saison est la meilleure de l'histoire du club.
Au Championnat d'Afrique en 2011, il mène l’équipe du Sénégal à la cinquième place.
En mai 2012, il rejoint le club d'Antibes avec pour objectif de permettre ce club de retrouver la Pro A. Après une mauvaise passe, huit défaites en dix rencontres, il est démis de son poste en mars 2013.
Le 27 novembre 2016, il est limogé du SLUC NANCY, pour mauvais résultat; Il avait rejoint club en septembre 2013.

## Club
- 1981-1983 :  Paris Université Club (section féminine)
- 1983-1986 :  ASA Sceaux Basket Féminin
- 1986-1990 :  Chatou
- 1990-1994 :  ASA Sceaux
- 1994-1996 :  Montpellier
- 1996-2000 :  Le Mans Sarthe Basket
- 2000-2003 :  Équipe de France
- 2003-2004 :  Strasbourg IG
- 2005-2007 :  ASPTT Aix-en-Provence (LFB)
- 2007-2011 :  Hyères-Toulon VB
- 2012-2013 :  Olympique d'Antibes Juan-les-Pins
- 2013-2016 :  SLUC Nancy

## Palmarès

### Club
- champion de France de Nationale 2 en 1989 avec Chatou
- champion de France de Pro B en 1993
- finaliste de l’EuroCup féminine 2006 avec Aix-en-Provence

### Équipe de France
- Championnat d'Europe
  - 6e en 2001 en Turquie
  - 4e en 2003 en Suède